# يادي بلاغ (دودانغة)
یادي بلاغ (بالفارسية: یدی‌بلاغ) هي قرية تقع في إيران في قسم دودانغة الریفي. يقدر عدد سكانها بـ 17 نسمة.